# No. 1435 Flight RAF
Il No. 1435 Flight RAF è una unità della Royal Air Force basata a tutto il 2019 sull'aeroporto di RAF Mount Pleasant nelle isole Falkland.

## Le origini del reparto
Il reparto nacque a Malta nel 1940, all'inizio della seconda guerra mondiale, quando sembrava che l'isola dovesse essere invasa dalle truppe italiane. Secondo un mito creato da un giornale maltese, nella stiva di una nave vennero trovati tre biplani Gloster Gladiator smontati e riposti in casse di trasporto, destinati all'Egitto. Questi vennero frettolosamente montati, denominati Faith, Hope and Charity (Fede, Speranza e Carità), e destinati alla difesa aerea dell'isola. In realtà lo Hal Far Fighter Flight era formato da diversi Gladiator alcuni dei quali usati per serbatoio di pezzi di ricambio, e divenne poi il nucleo del 1435 Flight, che prese per stemma araldico la Croce di Malta.

## Ricostituzione alle Falkland
DOpo la conclusione della Guerra delle Falkland, quattro McDonnell Douglas F-4 Phantom II della RAF vennero basati sull'aeroporto di Mount Pleasant appena costruito per la difesa aerea, e denominati Faith, Hope, Charity e Desperation. Questi vennero poi sostituiti dapprima da Panavia Tornado, che ne riassunsero i nomi, e poi da Eurofighter Typhoon, non "battezzati".

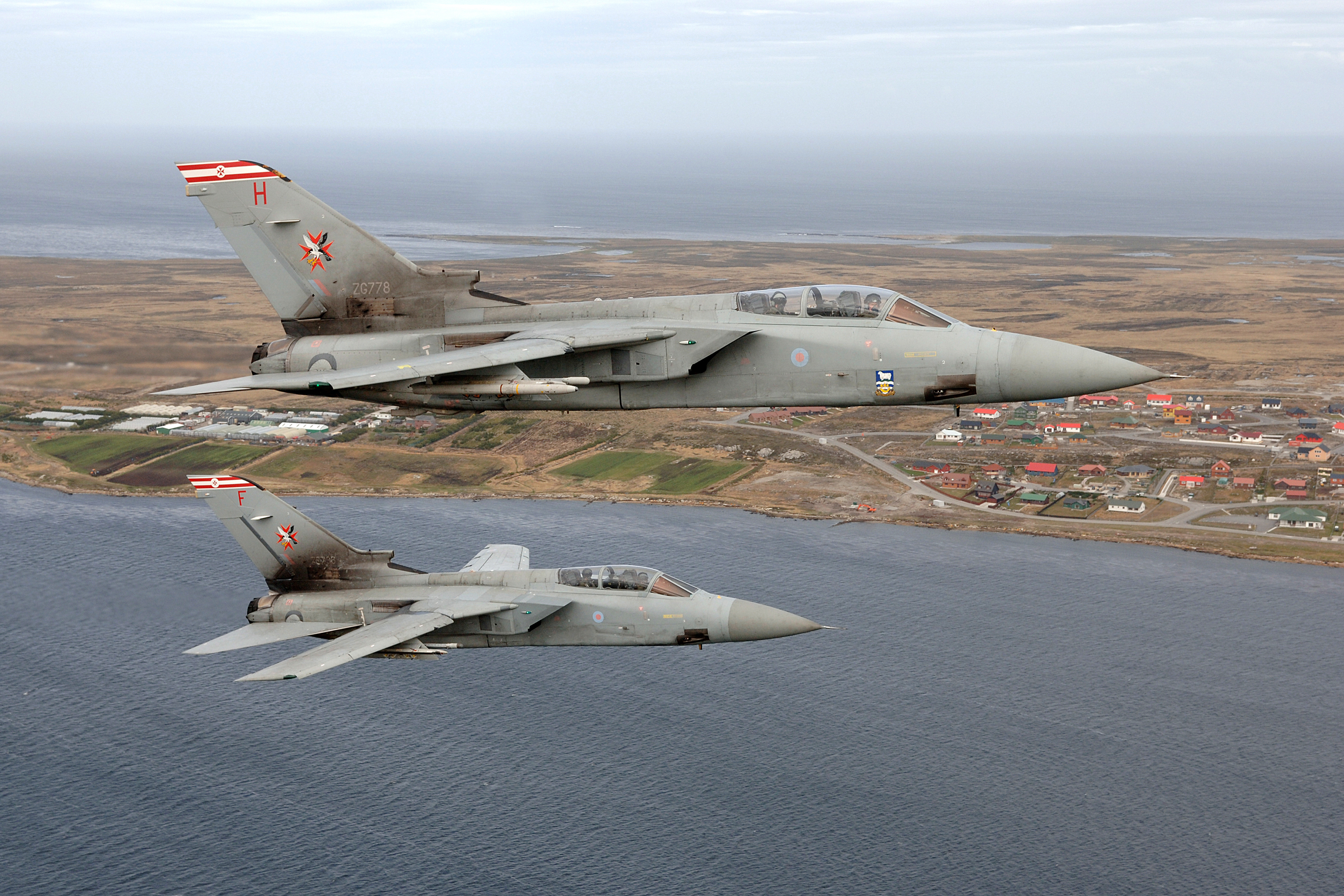
Due Tornado F3 con la croce di Malta sulla deriva, allora in forza al 1435 Flight in volo sulle isole Falkland nel 2007

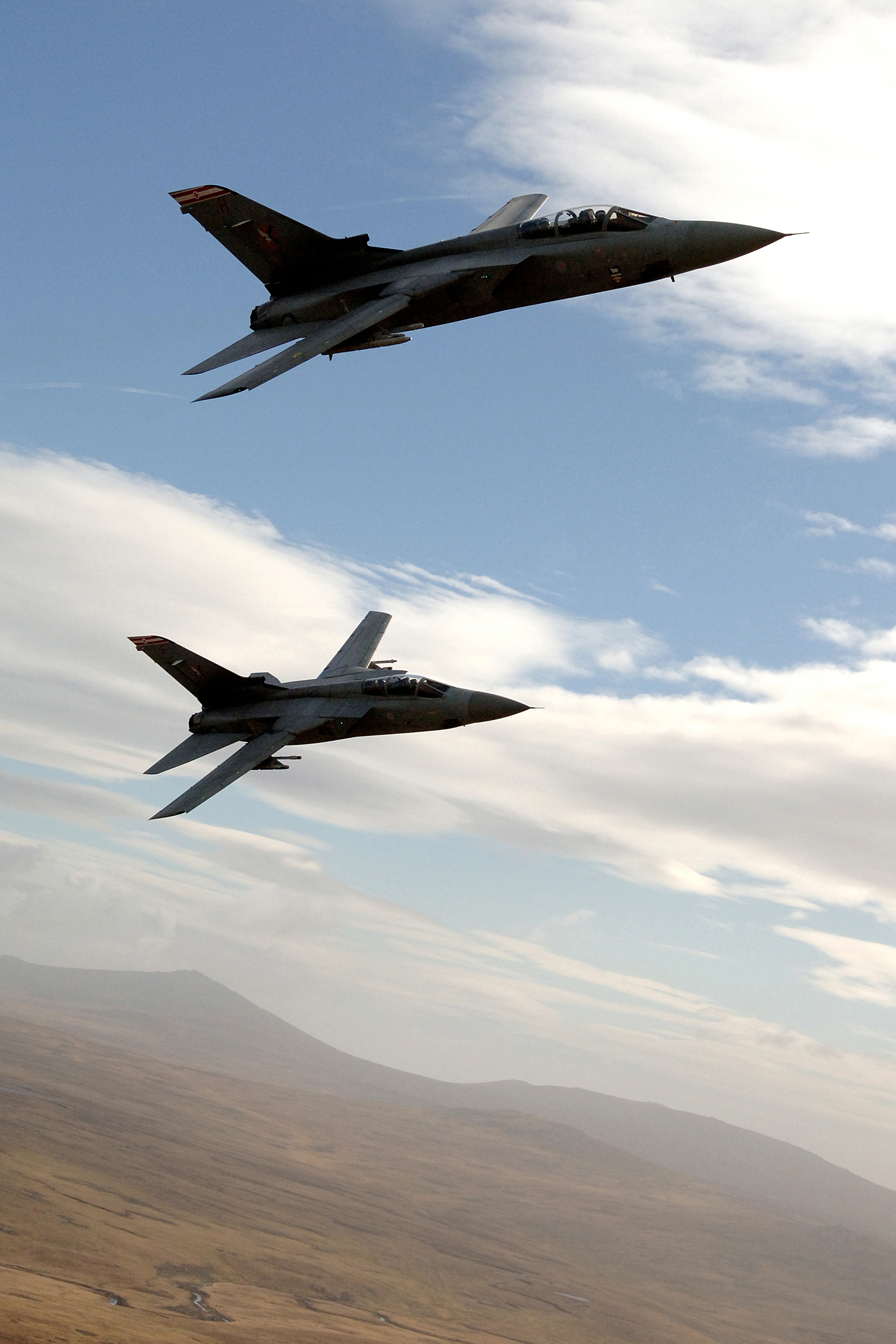
Ancora due Tornado F3 sulle Falkland nel 2007

## Velivoli operati
Velivoli in forza nel tempo al No. 1435 Flight.
- Hawker Hurricane Mk.IIb / Mk.IIc (dicembre 1941 – giugno 1942)
- Bristol Beaufighter Mk.I (agosto 1942 – aprile 1945)
- Hawker Siddeley Harrier GR.3 (1983 – 1985)
- McDonnell Douglas F-4 Phantom FGR.2 (novembre 1988 – 1992)
- Panavia Tornado F3 (1992 – settembre 2009)
- Eurofighter Typhoon FGR4 (settembre 2009 – presente, fine 2019)